# Martin Rutter

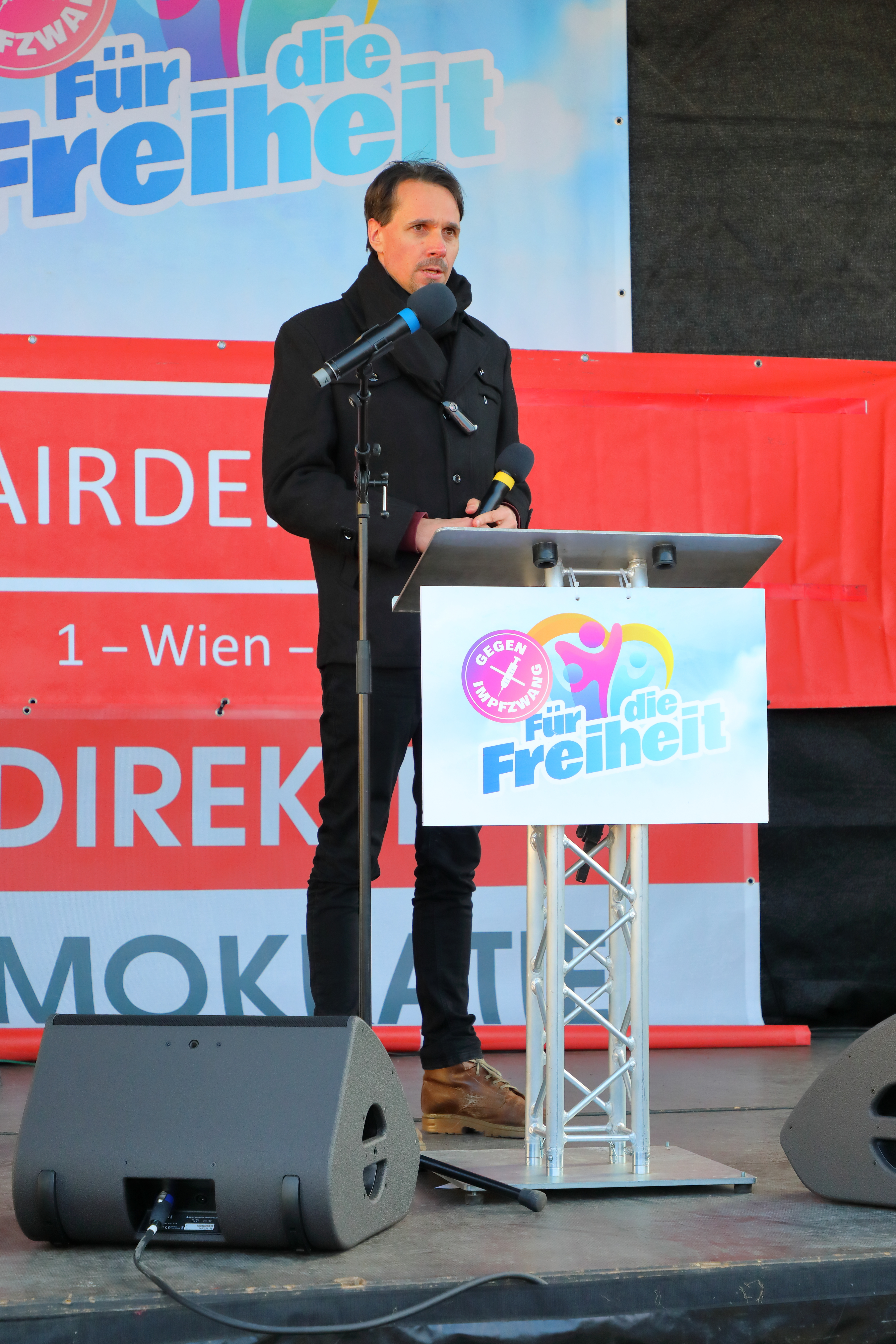
Martin Rutter als Redner auf einer Demonstration (2022)

Martin Rutter (* 5. Jänner 1983 in Klagenfurt am Wörthersee) ist ein österreichischer rechtsextremer Verschwörungstheoretiker, ehemaliger  Politiker (BZÖ, zuvor Team Kärnten beziehungsweise Team Stronach und Grüne) und Unternehmer. Er war von 2013 bis 2018 Abgeordneter zum Kärntner Landtag. Während der COVID-19-Pandemie in Österreich erlangte er als Aktivist gegen die Maßnahmen der Bundesregierung und als Verbreiter von verschwörungsideologischen Inhalten breitere Bekanntheit. In einem Zivilprozess stufte ihn das Landesgericht für Strafsachen Wien rechtskräftig als rechtsextrem ein.

## Leben
Martin Rutter legte 2002 die Matura am Bundesoberstufenrealgymnasium Klagenfurt ab und begann 2003 ein Studium der Medien- und Kommunikationswissenschaften an der Universität Klagenfurt. Seit 2006 ist er selbständiger Unternehmer und seit 2013 Vertriebsunternehmer im Telekommunikationsbereich in Klagenfurt und Graz.

### Parteipolitische Laufbahn
Rutter war politisch ab 2009 als stellvertretender Obmann der Grünen Klagenfurt aktiv und wurde 2010 Bezirksobmann der Grünen Klagenfurt-Land. 2012 wechselte er in das Team Stronach Kärnten und kandidierte auf dem zweiten Platz im Wahlkreis Klagenfurt. Nach der gesundheitsbedingten Mandatsniederlegung von Alois Dolinar wurde Rutter am 18. Juli 2013 als dessen Nachfolger im Landtag angelobt.

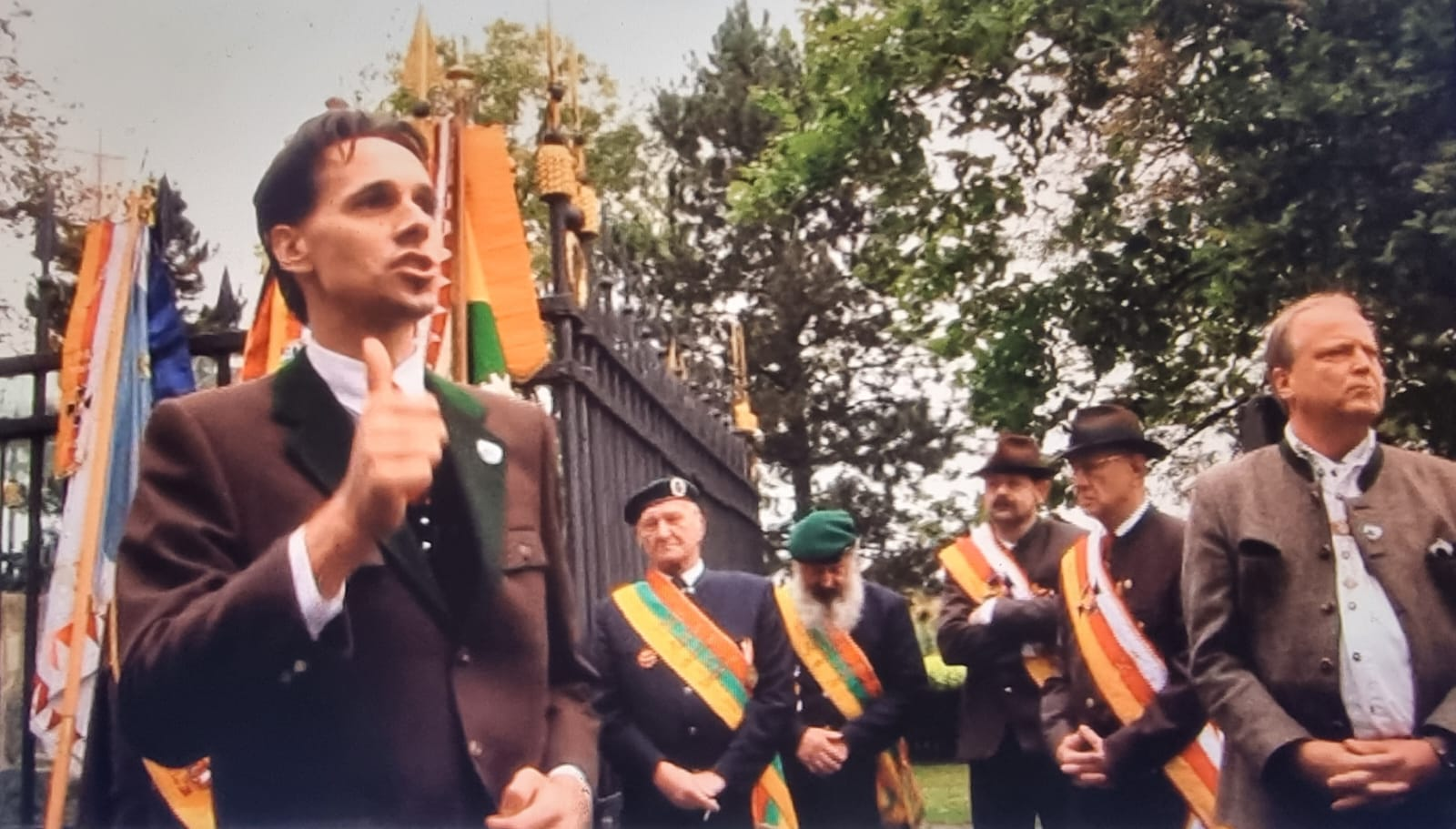
Martin Rutter sprach 2017 vor Mitgliedern der Ulrichsberggemeinschaft, des Kärntner Abwehrkämpferbundes und vor Veteranen der Waffen-SS

Am Ulrichsbergtreffen 2017 hielt Martin Rutter als Landtagsabgeordneter (jedoch nach Ende der offiziellen Veranstaltung und trotz einer „Ausladung“ seitens der Veranstalter) unter anderem vor ehemaligen Mitgliedern der Waffen-SS eine Rede zum Thema „Migrationslüge“. In der Ansprache mit dem Titel Abwehrkampf gegen die Migration und Migrationslüge forderte er einen politischen Abwehrkampf nicht nur gegen Migration, sondern auch gegen die Europäische Union, die Medien und die politische Korrektheit. In seiner Rede verquickte er die historischen Inhalte des Kärntner Abwehrkampfs und die politischen Inhalte der Gegenwart. Zuvor hatte seine offiziell angekündigte Rolle als Redner am Treffen zu Kontroversen in seiner mittlerweile in Team Kärnten umbenannten Partei geführt. Ende September 2017 wurde er von Parteiobmann Gerhard Köfer aufgrund dieses Auftritts und wegen zuvor in den sozialen Medien verbreiteter rechtsextremer Verschwörungstheorien aus der Partei ausgeschlossen. Im Oktober 2017 kündigte er an, eine eigene Partei mit dem Namen Alternative für Kärnten gründen zu wollen, um damit bei der Landtagswahl in Kärnten 2018 anzutreten. Dazu kam es jedoch nicht; in weiterer Folge trat Rutter bei der vorgezogenen Nationalratswahl in Österreich 2019 als Spitzenkandidat für das nur mehr in Kärnten kandidierende BZÖ an. Die Partei erreichte bundesweit deutlich unter 0,1 Prozent (innerhalb Kärntens 0,2 Prozent).

### Politischer Aktivismus

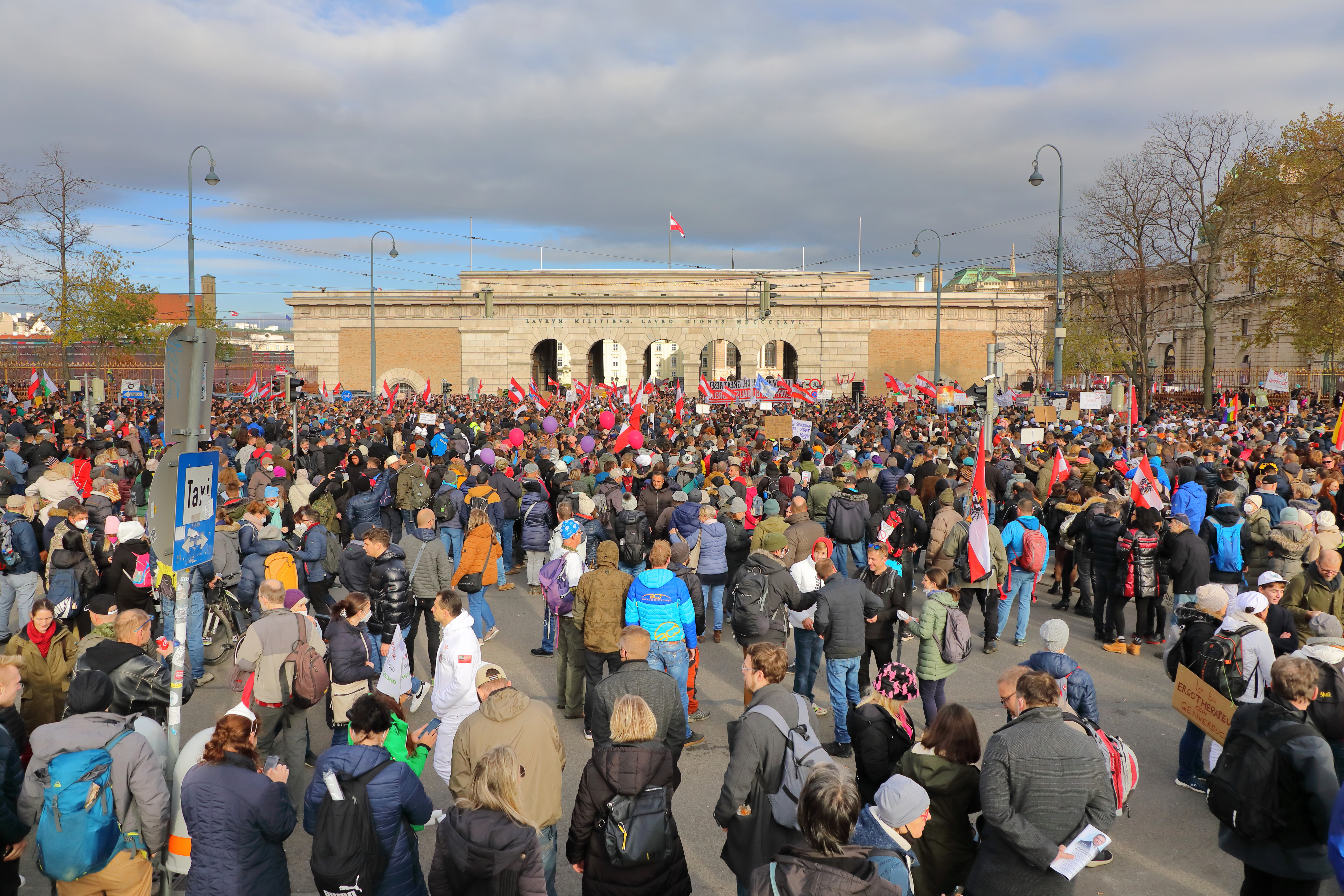
Größte Demonstration (ca. 40.000 Teilnehmer) gegen die Anti-Corona-Maßnahmen im November 2021 in Wien, bei der Martin Rutter Mitorganisator war und als Redner auftrat.

Martin Rutter ist als politischer Aktivist ohne klar deklarierte Parteizugehörigkeit aktiv. Er äußert sich als Kritiker der „Mainstream-Medien“ und Kämpfer gegen eine Impfpflicht und verbreitet Verschwörungstheorien, etwa über Chemtrails, den großen Austausch oder den Ausbau des 5G-Mobilfunkstandards. In diesem Kontext trat er während der COVID-19-Pandemie in Österreich als Organisator von Demonstrationen gegen die COVID-19-Maßnahmen in Erscheinung. Anfänglich organisierte er hauptsächlich Demonstrationen in Klagenfurt, später trat er bundesweit als lautstarker Kritiker der Pandemiemaßnahmen auf, wobei er sich zu einem der bekanntesten Gesichter der Bewegung entwickelte. Bei einer einschlägigen Demonstration des österreichischen Ablegers von Querdenken 711 in Wien zerriss die Aktivistin Jennifer Klauninger in Rutters Gegenwart auf der Bühne eine Regenbogenfahne und brachte diese mit Pädophilie in Zusammenhang. Rutter trat daraufhin als Pressesprecher der Bewegung auf und erklärte, Klauninger habe auf der Flagge ein pädophiles Erkennungszeichen erkannt, der homophobe Zusammenhang sei durch die Presse „verkürzt und damit manipulativ dargestellt“ worden. Rutter steht seit der Demonstration unter Beobachtung durch den Verfassungsschutz. Videos von der Demonstration zeigen ihn und andere Teilnehmer mit der Flagge des Deutschen Reiches und jener Preußens. Nachdem auf Rutters Facebook-Seite dem Kärntner Landeshauptmann Peter Kaiser, der Rutter in der Causa scharf kritisiert hatte, pädophile Neigungen unterstellt worden waren, brachte dieser bei der Staatsanwaltschaft eine Sachverhaltsdarstellung ein. Die Staatsanwaltschaft nahm Ermittlungen auf. Im Februar 2021 erhob die Staatsanwaltschaft Klagenfurt wegen des Verdachts der Verhetzung Anklage gegen Rutter, Rutter wurde im März 2021 verurteilt. Im September desselben Jahres wurde der Schuldspruch vom Oberlandesgericht Graz aufgehoben und zur Neuverhandlung an das Landesgericht Klagenfurt zurückverwiesen. Dort wurde Rutter freigesprochen, das Urteil ist noch nicht rechtskräftig, die Staatsanwaltschaft legte Berufung ein.
Ende Jänner 2021 wurde er bei einer Demonstration in Braunau am Inn in Polizeigewahrsam genommen, nachdem er trotz mehrfacher Aufforderung der geltenden Abstands- und Maskenpflicht nicht nachgekommen war. Seine Verhaftung streamte er live ins Internet. Die Pressestelle der oberösterreichischen Polizei bezeichnete Rutters Verhalten als „Beleg für akkordierten Corona-Demonstrationstourismus“. Wenige Tage danach wurde er bei einer Demonstration in Wien erneut für kurze Zeit in Gewahrsam genommen. Vom Vorwurf des versuchten Widerstands gegen die Staatsgewalt wurde Rutter im November 2021 freigesprochen.
Rutter blieb nach dem Abflauen der COVID-19-Pandemie über das Jahr 2022 hinweg als Organisator sogenannter „Mega-Demos“ in Wien aktiv. Die Demonstrationen blieben ein Sammelbecken verschiedener rechtsextremer (zum Beispiel Identitäre Bewegung Österreich), christlich-konservativer oder verschwörungstheoretischer Bewegungen.
In einem Zivilprozess stufte ihn das Landesgericht für Strafsachen Wien Mitte März 2025 rechtskräftig als rechtsextrem ein.
Wenige Tage vor Prozessbeginn gegen Florian Teichtmeister wegen Besitzes kinderpornografischer Daten kam es in der Nähe des Hauses von Teichtmeisters Mutter zu einer von Rutter organisierten Demonstration. Ein Galgen wurde mitgeführt, einzelne Teilnehmer forderten die Todesstrafe für Teichtmeister.